# Полювання на Ґолума
«Полювання на Ґолума» (англ. The Hunt for Gollum) — фільм жанру фентезі, відзнятий за частиною книги Дж. Р. Р. Толкіна «Братство персня» у 2009 році фанами творчості письменника без участі офіційних кіностудій. Стрічка не є комерційним проєктом, вона не виходила у кінопрокат, а була розміщена в інтернеті після старту на фестивалі Sci-Fi-London. Фільм відзнятий у стилістиці «Володаря перснів» Пітера Джексона та є водночас і приквелом, і мідквелом першої частини кінотрилогії. Слогани картини: «З попелу вогонь прокинувся», «Губляться не всі, хто блукає», «Полювання починається».

## Зміст
Події відбуваються у проміжок часу між святкуванням дня народження Більбо Торбина та початком подорожі його небожа Фродо. Ґандальф зустрічається у таверні у м. Брі зі слідопитом Араґорном і просить його знайти істоту на ім'я Ґолум. Перстенем Більбо колись володів Ґолум, а тому від нього темний володар Саурон може дізнатись місце знаходження цього персня. Араґорн вирушає на пошуки. Дорогою він зустрічає іншого слідопита-дунадана і свого далекого родича Арітіра. Той розповідає, що у селян в дальніх поселеннях хтось краде рибу. Отож, Араґорн вирушає далі. Тепер на його шляху з'являються два орки-розвідники, яких він вбиває. Нарешті йому вдається вистежити Ґолума та впіймати його. Той відмовляється говорити і слідопит несе його в мішку до Морок-лісу. На шляху трапляється чорний вершник, а потім загін орків. Араґорн вбиває усіх нападників, але його поранено отруєним лезом. Він знепритомнів коло квітів ателасу і бачить видіння з Арвен у Рівендолі. Після того, як Араґорн приходить до тями, він з'ясовує, що Ґолум втік і сховався на дереві. В цей час на Араґорна нападає чорний вершник, з яким він вступає у короткий бій. НазГул раптом тікає і з'являються лісові ельфи, що схопили Ґолума. У них Ґандальф розпитує істоту і з'ясовує, що Саурон знає, де Перстень. Він їде застерегти Фродо і відправити його в Брі, де того зустріне Араґорн. А Ґолум, сидячи у камері, говорить сам із собою і каже, що вб'є Торбинів та поверне собі Перстень.

## У ролях
- Едріан Вебстер — Араґорн, дунадан-слідопит, нащадок Еленділа і спадкоємець трону Гондору.
- Ерін Олдрідж — Арітір, дунадан-слідопит, дальній родич Араґорна.
- Патрік О'Коннор — Ґандальф, мудрий чарівник, один з Істарі.
- Ріта Рамнані — Арвен, ельфійська принцеса, у яку закоханий Араґорн.
- Герет Броу, Джейсон Періно, Меттью Каннінгам, Крістофер Дінглі і Франческо Сан Хуан — Ґолум, істота, яка раніше володіла Перстенем.
- Герет Броу — Гоблок, лідер загону орків.
- Ден Стайлс — Дебгаш, один з орків-розвідників.
- Джошуа Кеннеді — незадоволений Гоблоком орк-розвідник.
- Макс Брейсі — ельф з Морок-лісу.
- Росс Морріссон та Емма Хант — назгул, чорний вершник, який атакував Араґорна.
- Ліза Рост-Веллінг — розгнівана селянка, у якої Ґолум вкрав з підвіконня рибу.